# Salix barrattiana
Salix barrattiana är en videväxtart som beskrevs av William Jackson Hooker. Salix barrattiana ingår i släktet viden, och familjen videväxter. Inga underarter finns listade i Catalogue of Life.